# Olympische Sommerspiele 2012/Schießen – Doppeltrap (Männer)
Der Wettbewerb Doppeltrap der Männer bei den Olympischen Spielen 2012 in London wurde am 2. August 2012 in den Royal Artillery Barracks ausgetragen. 24 Schützen nahmen daran teil. 
Der Wettbewerb fand in zwei Runden statt, einer Qualifikations- und einer Finalrunde. In der Qualifikationsrunde hatte jeder Schütze drei Serien à 50 Wurfscheiben zu schießen, wobei jeweils zwei Scheiben gleichzeitig geworfen wurden. Jeder Treffer ergab einen Punkt. Die sechs besten Schützen qualifizierten sich für das Finale. Im Finale wurde eine weitere Serie mit 50 Scheiben geworfen, wieder zwei Scheiben gleichzeitig. Auch hier ergab jeder Treffer einen Punkt.
Die für das Finale qualifizierten Schützen sind hellgrün unterlegt.

## Titelträger
| Olympiasieger | Walton Eller ( Vereinigte Staaten)    | 190 Punkte | Peking 2008               |
| Weltmeister   | Joshua Richmond ( Vereinigte Staaten) |            | Schieß-WM 2010 in München |

## Bestehende Rekorde
| Weltrekord Qualifikation         | Witali Fokejew ( Russland)             | 148            | Concepcion, USA             | 3. März 2011    |
| Olympischer Rekord Qualifikation | Walton Eller ( Vereinigte Staaten)     | 145            | Peking, Volksrepublik China | 12. August 2008 |
| Weltrekord Finale                | Peter Wilson ( Vereinigtes Königreich) | 198 (148 + 50) | Tucson, USA                 | 28. März 2012   |
| Olympischer Rekord Finale        | Walton Eller ( Vereinigte Staaten)     | 190 (145 + 45) | Peking, Volksrepublik China | 12. August 2008 |

## Qualifikation
| Platz | Schütze             | Nation                       | Serie 1 | Serie 2 | Serie 3 | Gesamtpunkte | Anmerkungen |
| ----- | ------------------- | ---------------------------- | ------- | ------- | ------- | ------------ | ----------- |
| 1     | Peter Wilson        | Großbritannien               | 48      | 48      | 47      | 143          |             |
| 2     | Wassili Mossin      | Russland                     | 48      | 45      | 47      | 140          |             |
| 3     | Fehaid al-Deehani   | Kuwait                       | 47      | 47      | 46      | 140          |             |
| 4     | Witali Fokejew      | Russland                     | 44      | 48      | 47      | 139          |             |
| 5     | Håkan Dahlby        | Schweden                     | 45      | 46      | 46      | 137          |             |
| 6     | Richárd Bognár      | Ungarn                       | 44      | 49      | 44      | 137          |             |
| 7     | Rashid al-Athba     | Katar                        | 43      | 46      | 47      | 136          |             |
| 8     | Francesco D’Aniello | Italien                      | 48      | 44      | 44      | 136          |             |
| 9     | William Chetcuti    | Malta                        | 43      | 47      | 45      | 135          |             |
| 10    | Li Jun              | China                        | 40      | 47      | 47      | 134          |             |
| 11    | Ronjan Sodhi        | Indien                       | 48      | 44      | 42      | 134          |             |
| 12    | Richard Faulds      | Großbritannien               | 39      | 46      | 48      | 133          |             |
| 13    | Juma al-Maktoum     | Vereinigte Arabische Emirate | 42      | 45      | 46      | 133          |             |
| 14    | Hu Binyuan          | China                        | 42      | 48      | 43      | 133          |             |
| 15    | Alistair Davis      | Südafrika                    | 43      | 43      | 46      | 132          |             |
| 16    | Joshua Richmond     | Vereinigte Staaten           | 44      | 42      | 45      | 131          |             |
| 17    | Filipe Fuzaro       | Brasilien                    | 44      | 44      | 43      | 131          |             |
| 18    | Daniele Di Spigno   | Italien                      | 43      | 46      | 42      | 131          |             |
| 19    | Ahmed al-Hatmi      | Oman                         | 37      | 46      | 46      | 129          |             |
| 20    | Russell Mark        | Australien                   | 43      | 41      | 44      | 128          |             |
| 21    | José Torres Laboy   | Puerto Rico                  | 41      | 43      | 43      | 127          |             |
| 22    | Walton Eller        | Vereinigte Staaten           | 41      | 43      | 42      | 126          |             |
| 23    | Anton Glasnović     | Kroatien                     | 38      | 34      | 42      | 114          |             |
| –     | Sergio Pinero       | Dominikanische Republik      | DNS     | DNS     | DNS     | DNS          | DNS         |

## Finale
| Platz | Schütze           | Nation         | Qualifikation | Finalpunkte | Gesamtpunkte | Stechen | Anmerkung |
| ----- | ----------------- | -------------- | ------------- | ----------- | ------------ | ------- | --------- |
| 1     | Peter Wilson      | Großbritannien | 143           | 45          | 188          |         |           |
| 2     | Håkan Dahlby      | Schweden       | 137           | 49          | 186          |         |           |
| 3     | Wassili Mossin    | Russland       | 140           | 45          | 185          | 2       |           |
| 4     | Fehaid al-Deehani | Kuwait         | 140           | 45          | 185          | 1       |           |
| 5     | Witali Fokejew    | Russland       | 139           | 45          | 184          |         |           |
| 6     | Richárd Bognár    | Ungarn         | 137           | 45          | 182          |         |           |

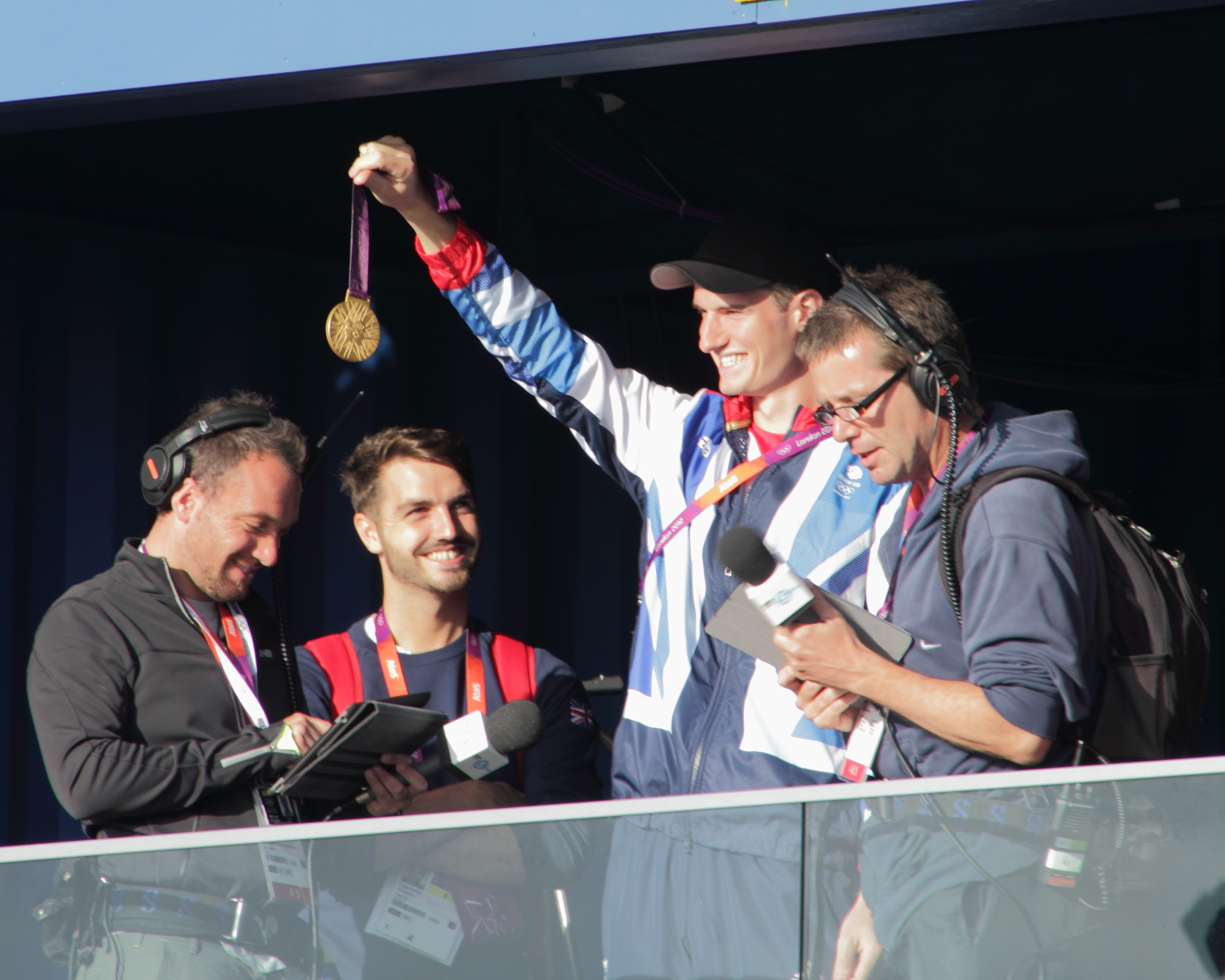
Olympiasieger Peter Wilson (GBR)

Peter Wilson ist der erste britische Olympiasieger im Doppeltrap.

Håkan Dahlby gewinnt die erste schwedische und Wassili Mossin die erste russische Medaille in dieser Disziplin.

Erstmals gewannen nur Europäer Medaillen.